# Beatrix Renita Purwiastanti
Beatrix Renita Purwiastanti – indonezyjska aktorka i wokalistka.
W 1991 r., jeszcze w trakcie nauki w szkole średniej, zaczęła pracować jako aktorka głosowa. Ze światem dubbingu zaznajomiła ją matka, która była znajomą aktorki głosowej Marii Oentoe.
Występowała m.in. w słuchowiskach radiowych i reklamach. Na swoim koncie ma również szereg ról dubbingowych, m.in. w telenowelach takich jak Esmeralda i Rosalinda oraz w filmach Disneya. Została indonezyjskim głosem Ariel w filmie Mała Syrenka z 1989 r. oraz podłożyła głos pod partie wokalne Mulan w filmie Mulan z 1998 r.
Brała udział w nagrywaniu indonezyjskiej ścieżki dźwiękowej do filmu Kraina lodu II z 2019 r.
Studiowała komunikację na uczelni Institut Ilmu Sosial dan Ilmu Politik Jakarta.